# Judith de Bethulia
Judith de Bethulia (Judith of Bethulia) es una película muda de 1914 dirigida por D. W. Griffith. Es adaptación de una obra de teatro de Thomas Bailey Aldrich que a su vez se basa en el bíblico Libro de Judit.

## Sinopsis
Durante el asedio de la ciudad judía de Bethulia por los asirios, una viuda llamada Judith (Blanche Sweet) tiene un plan para detener la guerra ya que su pueblo sufre hambre y está dispuesto a rendirse.
La viuda se disfraza como una chica del harén y se dirige al campo enemigo. Allí seduce a un general del rey Nabucodonosor, cuyo ejército está asediando la ciudad. Judith seduce a Holofernes (Henry Walthall) y mientras está ebrio le corta la cabeza con una espada. Ella regresa a su ciudad como una heroína.

## Reparto

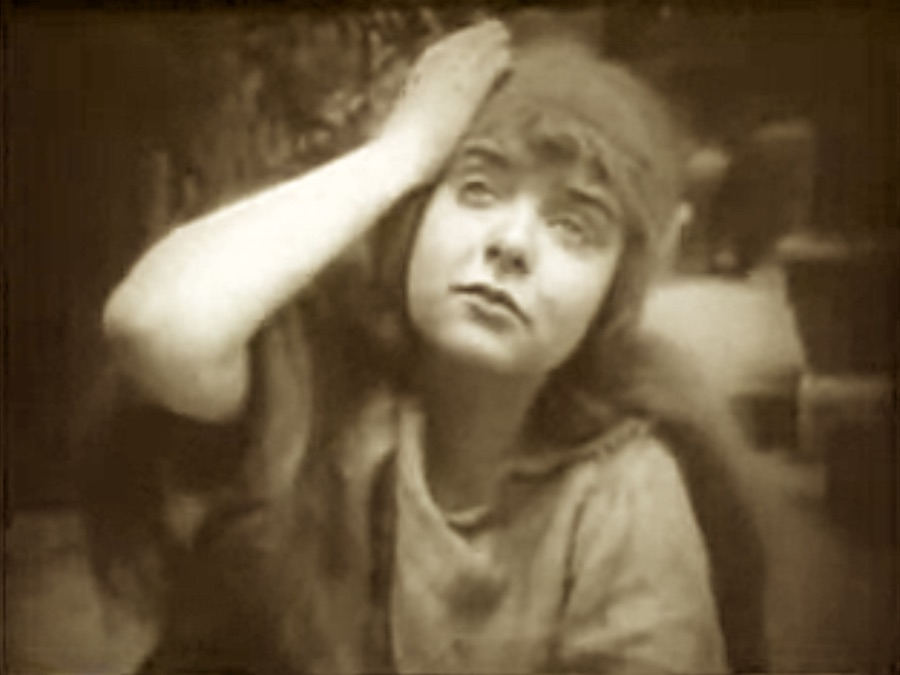
Blanche Sweet (Judith)

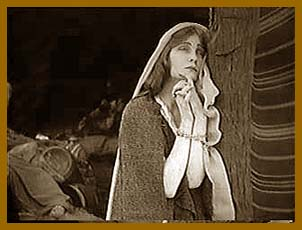
Mae Marsh (Naomi)

| Actor               | Personaje                           |
| ------------------- | ----------------------------------- |
| Blanche Sweet       | Judith                              |
| Henry B. Walthall   | Holofernes                          |
| Mae Marsh           | Naomi                               |
| Robert Harron       | Nathan                              |
| Lillian Gish        | La joven madre                      |
| Dorothy Gish        | La mendiga coja                     |
| Kate Bruce          | La sirviente de Judith              |
| J. Jiquel Lanoe     | El auxiliar eunuco                  |
| Harry Carey         | El traidor asirio                   |
| W. Chrystie Miller  | Bethuliano                          |
| Gertrude Robinson   |                                     |
| Charles Hill Mailes | Soldado bethuliano                  |
| Edward Dillon       |                                     |
| Gertrude Bambrick   | Bailarina principal asiria          |
| Lionel Barrymore    | Figurante                           |
| Clara T. Bracy      | Bethuliano                          |
| Kathleen Butler     | Bethuliano                          |
| William J. Butler   | Bethuliano                          |
| Christy Cabanne     |                                     |
| William A. Carroll  | Soldado asirio                      |
| Frank Evans         | Soldado bethuliano                  |
| Mary Gish           |                                     |
| Harry Hyde          | Soldado bethuliano / Soldado asirio |
| Thomas Jefferson    |                                     |
| Jennie Lee          | Bethuliano                          |
| Adolph Lestina      | Bethuliano                          |
| Elmo Lincoln        |                                     |
| Antonio Moreno      | Figurante                           |
| Marshall Neilan     |                                     |
| Frank Opperman      | Bethuliano                          |
| Alfred Paget        | Bethulian / Soldado asirio          |
| W. C. Robinson      | Soldado bethuliano                  |
| Kate Toncray        | Una de las sirvientes de Judith     |
| Louise Emmons       | Bethuliano pidiendo comida          |